# Bojničky
Bojničky jsou obec v okrese Hlohovec v Trnavském kraji na západním Slovensku.

## Historie
V historických záznamech je obec poprvé zmiňována v roce 1113. V obci se nachází klasicistní římskokatolický kostel svaté Alžběty z roku 1828 a kaple svatého Rocha z první poloviny 19. století.

## Geografie
Obec leží v nadmořské výšce 200 m na ploše 9,268 km2.  Žije zde přibližně 1 400 obyvatel.